# The Lightning Rider
The Lightning Rider (Brasil: A Máscara Negra ) é um filme dos Estados Unidos de 1924, do gênero faroeste, dirigido por Lloyd Ingraham e estrelado por Harry Carey.

## Elenco
- Harry Carey ... Phlip Morgan
- Virginia Brown Faire ... Patricia Alvarez
- Thomas G. Lingham ... Sheriff Alvarez
- Frances Ross ... Claire Grayson
- Léon Bary[2] ... Rammon Gonzales (como Leon Barry)
- Bert Hadley ... Manuel
- Madame Sul-Te-Wan ... Mammy